# Mikania odorata
Mikania odorata là một loài thực vật có hoa trong họ Cúc. Loài này được Lehm. mô tả khoa học đầu tiên năm 1849.